# Эрнитс, Хейки
Хе́йки Ви́ллович Э́рнитс (эст. Heiki Ernits, род. 24 марта 1953, Таллин, Эстонская ССР, СССР) — советский и эстонский сценарист, режиссёр-мультипликатор, художник и иллюстратор. Награждён орденом Белой звезды IV степени (2007).

## Биография
Родился 24 марта 1953 года в Таллине. Член Эстонского союза кино.
В 1965—1971 годах обучался в Кохилаской средней школе, затем в Таллинском педагогическом институте по специальности «художественный и трудовой педагог», который окончил в 1975 году. С того же года стал учителем труда в Таллинской 42-й средней школе.
В 1978 году пришёл работать на киностудию «Таллинфильм» сначала художником-постановщиком, затем — режиссёром мультипликационных фильмов.
В сотрудничестве с детским писателем Янном Пылдма создал одного из самых популярных в Эстонии персонажей — собачку Лотте, про которую сняли 5 полнометражных мультфильмов и выпустили 5 книг.
Как художник-иллюстратор сотрудничал с журналами на эстонском языке «Pikker», «Põhjanael», «Täheke», «Anne», «Kultuur», «Elu» и др. С 1993 года — карикатурист-иллюстратор еженедельной газеты «Eesti Ekspress». 

## Награды и премии
- 1983 — премия «Золотой зуб» на выставке «Homo Sapiens» в Вильнюсе[1].
- 2003 — в конкурсе «101 политическая карикатура» разделил второе место с Урмасом Немвалтсом, работавшем в газете Postimees[1].
- 2007 — Орден Белой звезды IV степени[3].

## Фильмография

#### Режиссёр
- 1981 — 1+1+1
- 1984 — Калле и Бука
- 1985 — Проделки Рамзеса I
- 1986 — Проделки Рамзеса II
- 1987 — Проделки Рамзеса III
- 1987 — Проделки Рамзеса IV
- 1989 — Столп
- 1991 — Отъезд
- 1994 — Яагуп и смерть
- 1995 — Легенды Таллина
- 1997 — Том и Флаффи
- 2000 — Путешествие Лотты на юг
- 2001 — Рождество букашек
- 2002 — Концерт для морковного пирога
- 2006 — Приключения Лотты из Самоделкино
- 2007 — Огни в ночи
- 2007 — Черный потолок
- 2011 — Лотте и секрет Лунного камня
- 2019 — Лотте и пропавшие драконы
- 2023 — Фрикадельки и пельмени
- 2023 — Какашка, весна и другие

#### Сценарист
- 1981 — 1+1+1
- 1985 — Проделки Рамзеса I
- 1986 — Проделки Рамзеса II
- 1987 — Проделки Рамзеса III
- 1987 — Проделки Рамзеса IV
- 1989 — Столп
- 1995 — Легенды Таллина
- 1997 — Том и Флаффи
- 2000 — Путешествие Лотты на юг
- 2001 — Рождество букашек
- 2002 — Концерт для морковного пирога
- 2006 — Приключения Лотты из Самоделкино
- 2007 — Огни в ночи
- 2007 — Черный потолок
- 2011 — Лотте и секрет Лунного камня
- 2017 — Истории Лотте
- 2019 — Лотте и пропавшие драконы
- 2023 — Фрикадельки и пельмени
- 2023 — Какашка, весна и другие

#### Художник-постановщик
- 1979 — Жирна ли добыча?
- 1980 — Большой Тылл
- 1981 — 1+1+1
- 1983 — Ад
- 1989 — Столп
- 1991 — Отъезд
- 1997 — Том и Флаффи
- 2000 — Путешествие Лотты на юг
- 2001 — Рождество букашек
- 2002 — Концерт для морковного пирога
- 2006 — Приключения Лотты из Самоделкино
- 2007 — Огни в ночи
- 2007 — Черный потолок
- 2011 — Лотте и секрет Лунного камня
- 2016 — Появление медведей
- 2019 — Лотте и пропавшие драконы
- 2023 — Фрикадельки и пельмени
- 2023 — Какашка, весна и другие

#### Ассистент художника-постановщика
- 1978 — Поле